# Іванковецька сільська рада (Городоцький район)
Іванкове́цька сільська́ ра́да — адміністративно-територіальна одиниця та орган місцевого самоврядування в Городоцькому районі Хмельницької області. Адміністративний центр — село Іванківці.

## Загальні відомості
Іванковецька сільська рада утворена в 1948 році.
- Територія ради: 75,469 км²
- Населення ради: 1 599 осіб (станом на 2001 рік)
- Територією ради протікає річка Збруч

## Населені пункти
Сільській раді були підпорядковані населені пункти:
- с. Іванківці
- с. Кринцілів

## Склад ради
Рада складалася з 16 депутатів та голови.
- Голова ради: Хаверко Сергій Михайлович
- Секретар ради: Романова Надія Сергіївна

### Керівний склад попередніх скликань
| Прізвище, ім'я, по батькові | Основні відомості                                                                     | Дата обрання | Дата звільнення |
| --------------------------- | ------------------------------------------------------------------------------------- | ------------ | --------------- |
| Хаверко Сергій Михайлович   | Сільський голова, 1956 року народження, освіта вища, член Української Народної Партії | 26.03.2006   | 31.10.2010      |
| Хаверко Сергій Михайлович   | Сільський голова, 1956 року народження, освіта вища, член Української Народної Партії | 31.10.2010   |                 |

Примітка: таблиця складена за даними сайту Верховної Ради України

### Депутати
За результатами місцевих виборів 2010 року депутатами ради стали:

#### За суб'єктами висування
| Суб'єкт висування | Кількість обраних депутатів | %    |
| ----------------- | --------------------------- | ---- |
| Народна партія    | 6                           | 37,5 |
| Самовисування     | 6                           | 37,5 |
| Партія регіонів   | 4                           | 25   |

#### За округами
| № округу        | Прізвище, ім'я, по батькові      | Дата визнання обраним | Освіта             | Партійна приналежність | Відомості про обраного депутата                    |
| --------------- | -------------------------------- | --------------------- | ------------------ | ---------------------- | -------------------------------------------------- |
| Народна Партія  |                                  |                       |                    |                        |                                                    |
| 5               | Катеринок Антон Васильович       | 12.11.2010            | середня            | член Народної партії   | ТОВ «АФ ім. В. Д. Слободяна», тракторист           |
| 10              | Скочеляс Тетяна Миколаївна       | 12.11.2010            | середня            | член Народної партії   | тимчасово не працює                                |
| 11              | Скрижевський Анатолій Васильович | 12.11.2010            | середня            | позапартійний          | тимчасово не працює                                |
| 12              | Скубашевський Сергій Вікторович  | 12.11.2010            | середня            | член Народної партії   | ТОВ «АФ ім. В. Д. Слободяна», охоронець            |
| 13              | Суховолець Михайло Іванович      | 12.11.2010            | середня            | позапартійний          | Санаторій «Товтри», робітник                       |
| 15              | Чирко Олександр Володимирович    | 12.11.2010            | середня            | позапартійний          | ТОВ «АФ ім. В. Д. Слободяна», водій                |
| Партія регіонів |                                  |                       |                    |                        |                                                    |
| 1               | Гель Василь Анатолійович         | 12.11.2010            | середня            | член Партії регіонів   | Магазин «Веселка», приватний підприємець           |
| 2               | Грищишина Лариса Іванівна        | 12.11.2010            | середня спеціальна | член Партії регіонів   | Іванковецьке поштове відділення зв'язку, начальник |
| 6               | Мартинюк Дмитро Васильович       | 12.11.2010            | середня            | позапартійний          | тимчасово не працює                                |
| 7               | Подолян Валентина Петрівна       | 12.11.2010            | середня            | позапартійна           | тимчасово не працює                                |
| Самовисування   |                                  |                       |                    |                        |                                                    |
| 3               | Ґудзь Володимир Михайлович       | 12.11.2010            | вища               | позапартійний          | ТОВ «АФ ім. В. Д. Слободяна», завідувач ферми      |
| 4               | Зварич Василь Васильович         | 12.11.2010            | середня            | позапартійний          | тимчасово не працює                                |
| 8               | Польний Володимир Васильович     | 12.11.2010            | середня            | позапартійний          | тимчасово не працює                                |
| 9               | Романова Надія Сергіївна         | 12.11.2010            | середня спеціальна | позапартійна           | Іванковецька сільська рада, секретар               |
| 14              | Фарановський Сергій Іванович     | 12.11.2010            | середня            | позапартійний          | Городоцька філія ВАТ «Хмельницькгаз», слюсар       |
| 16              | Якимович Вячислав Степанович     | 12.11.2010            | середня            | позапартійний          | тимчасово не працює                                |